# Kuzi-Teššub
Kuzi-Teššub (auch Kunzi-Teššub gelesen) war ein neo-hethitischer König von Karkemiš, der im frühen bis mittleren 12. Jahrhundert v. Chr. möglicherweise von 1180 bis 1150 v. Chr. oder zumindest um 1200 v. Chr. regierte. Er war der Sohn von Talmi-Teššub, Vizekönig von Karkemiš. Kuzi-Teššub regierte nicht nur über Karkemiš, sondern auch über das Gebiet des späteren neo-hethitischen Staates von Melid/Malatya. Er führte die Titel König, Großkönig und Held.

## Herrschaft in Karkemiš
Möglicherweise war Kuzi-Teššub, ebenso wie sein Vater, zunächst nur Vizekönig von Karkemiš. Darauf lassen Siegelabdrücke vom Fundort Lidar Höyük schließen, die ihn als „(König) Kuzi-Teššub, König des Landes Karkemiš, der Sohn (des Königs) Talmi-Teššub, König des Landes Karkemiš, anerkannt von den Gött(ern)“ bezeichnen. Der verwendete Titel „König“ lässt darauf schließen, dass Kuzi-Teššub zumindest zunächst kein Großkönig war. Der Titel eines Großkönigs wird ihm auf späteren Inschriften aus Melid zuerkannt. Daher ist es möglich, dass Kuzi-Teššub erst später, nach dem Fall des hethitischen Großreiches, den Titel eines Großkönigs annahm. Der nächste nachweisbare Großkönig von Karkemiš, wenn auch nicht unbedingt der direkte Nachfolger von Kuzi-Teššub, hieß Ir-Teššub.

## Herrschaft in Melid
Kuzi-Teššub ist nicht direkt als König von Melid nachgewiesen. Es ist einerseits möglich, dass Melid seiner direkten Kontrolle unterstand, andererseits aber auch, dass er seinen Sohn PUGNUS-mili I. dort als lokalen Herrscher unter seiner Autorität eingesetzt hat. Kuzi-Teššub und PUGNUS-mili I. sind nur in Inschriften von Runtiya und Arnuwanti I. nachgewiesen, so in den Felsinschriften von Gürün und von Kötükale. Diese beiden autonomen Könige von Melid waren die Söhne von PUGNUS-mili I. und somit Enkel von Kuzi-Teššub. Die Nennung des Großvaters kann darauf hindeuten, dass Melid auf friedlichem Wege die Unabhängigkeit von Karkemiš erreichte. Jedenfalls war Kuzi-Teššub ein verehrter Vorfahr des Königshauses von Melid.